# Governo de Fortaleza
O município de Fortaleza é administrado executivamente pela figura do prefeito e é auxiliado pelas secretarias e outros órgãos da prefeitura. Em Fortaleza existem ainda as Secretarias Executivas Regionais que em número de sete que fazem obras de manutenção no espaço público, etc. O Poder legislativo em Fortaleza é realizado na figura dos vereadores com o total de quarenta e um em reunidos na Câmara Municipal de Fortaleza.

## Executivo
A prefeitura de Fortaleza passou por duas reformas que mudaram a distribuição das atribuições e da administração. A primeira reforma ocorreu em 1 de janeiro de 1997 com a lei n° 8.000. Nesta lei ocorreu uma mudança geral na gestão da cidade, a cidade foi dividida em seis regiões formadas individualmente por bairros circunvizinhos que apresentam semelhanças em termos de necessidades e problemas. A descentralização da gestão levou a uma intersetorialidade onde o serviço público era planejado de forma integrada e articulada, superando a fragmentação das políticas públicas entre saúde, educação, serviço social, cultura, esporte, lazer, trabalho, renda e habitação. Além das seis Secretarias Executivas Regionais - (SERs), a cidade de Fortaleza passou a ter mais cinco Secretarias: Secretaria de Administração do Município (SAM), Secretaria Municipal das Finanças (SEFIN), Secretaria de Ação Governamental (SAG), Secretaria Municipal de Desenvolvimento Territorial (SMDT) e Secretaria Municipal de Desenvolvimento Social (SMDS).
A segunda reforma ocorreu em 11 de janeiro de 2002 através do decreto N° 11.108.
Em 28 de dezembro de 2007 foi criada a Secretaria Executiva Regional do Centro, abrangendo uma área de 5,6km2, aproximadamente.

## Legislativo
A Câmara Municipal de Fortaleza é o poder legislativo da cidade e é composto de 43 vereadores eleitos para mandatos de quatro anos. A principal legislação da cidade é a Lei Orgânica do Município que diz como ele deverá se organizar e quais qual a estrutura para esta organização. Outras leis específicas são o Código de Obras e posturas e a lei do orçamento anual do município. O prefeito pode decretar leis, mas a câmara pode colocar o decreto em pauta e revogar tal decreto.

## Judiciário
Fortaleza não tem judiciário com nível de governo municipal e por isso não tem polícia sob tutela do prefeito como ocorre nas cidades americanas. A comarca de Fortaleza é uma área de jurisdição do Tribunal de Justiça do Estado do Ceará que está vinculado ao Fórum Clóvis Beviláqua.